# Julius Platter
Julius Platter, född 27 december 1844 i Tyrolen, död 1923, var en österrikisk nationalekonom och socialpolitiker.
Platter var 1877-79 professor i statistik i Czernowitz, från 1879 professor i statsvetenskap vid Zürichs universitet och 1884-1922 ordinarie professor i nationalekonomi och statistik vid Polytechnikum där. Han inriktade sig främst på socialpolitiska frågor, i vilket ämne han, huvudsakligen i tidskrifter, publicerade talrika avhandlingar, ofta av polemisk karaktär. Ett urval av dem föreligger i Kritische Beiträge zur Erkenntnis unserer sozialen Zustände und Theorien (1894).